# Hunter Hayes
Hunter Easton Hayes, dit Hunter Hayes, est un chanteur, (auteur-compositeur et multi-instrumentiste) de country américain né le 9 septembre 1991 à Breaux Bridge, en Louisiane. Il a signé chez Atlantic Records Nashville, qui a publié son premier single "Storm Warning" le 16 mai 2011.

## Biographie
Hunter Easton Hayes est né à Breaux Bridge, en Louisiane, le 9 septembre 1991. Ses parents sont Lynette et Léo Hayes.
Il a des origines françaises et allemandes.
Il a commencé sa carrière musicale à l'âge de deux ans quand sa grand-mère lui a donné un accordéon en jouet. À l'âge de quatre ans, il a commencé à faire des apparitions à des spectacles locaux et à la télévision nationale, y compris des projections sur Maury, Rosie O'Donnell, et dans la série de Nickelodeon Figure It Out (en). À 4 ans, il interprète à l'accordéon "Jambalaya (on the Bayou)", tube country, aux côtés de la superstar Hank Williams Jr à Lafayette (Louisiane) devant 200.000 personnes. American Songwriter Magazine a écrit que Hunter a reçu sa première guitare de l'acteur Robert Duvall, à six ans. À l'âge de 13 ans, Hunter est apparu dans America's Most Talented Kids, un spectacle organisé par Dave Coulier où il a chanté Hey Good Lookin de Hank Williams.
En 2008, il a déménagé de sa ville natale de Breaux Bridge en Louisiane pour Nashville au Tennessee où il signera avec Universal Music Publishing Group en tant que compositeur. Il est diplômé en 2007, à l'âge de 16 ans, et en 2010, a coécrit Play pour l'album Nothing Like This du groupe Rascal Flatts. En septembre 2010, il signe avec Atlantic Records Nashville et sort son premier single Storm Warning le 16 mai 2011. Il s'agit du premier single de son premier album, sur lequel il a joué tous les instruments et a été coproduit avec Dann Huff. Matt Bjorke de Roughstock a donné 3 étoiles sur 5, pour les paroles et la comparaison de sa voix avec celle de Gary LeVox leader du groupe Rascal Flatts avec qui Hunter a fait leur tournée Thaw Out Tour de janvier à février 2012. Son premier album portant son nom comme titre est sorti le 11 octobre 2011.
Hunter Hayes a fait la première partie de dix dates du concert Speak Now World Tour de la star de country Taylor Swift tout au long de l'été 2011 et a conclu la tournée à Saint-Louis, dans le Missouri. Hunter a conclu la première étape de sa tournée en tête d'affiche intitulée Most Wanted Tour, cette étape de la tournée a commencé le 8 octobre 2011 à Beaumont, au Texas et a pris fin le 4 décembre 2011 à San Bernardino, en Californie. Hunter et l'actrice/chanteuse Victoria Justice ont fait un duo pour la bande originale du remake de 2011 du film Footloose sur la chanson Almost Paradise de Mike Reno et Ann Wilson du film original en 1984. Where We Left Off est une chanson originale, écrite par Hunter, qui peut être entendu sur la bande originale du film Act of Valor sorti en 2012. Fin 2012 il fera l'ouverture du concert Blown Away Tour de Carrie Underwood.
En 2014 Hunter a joué Invisible, le premier single de son deuxième album, lors de la 56e cérémonie des Grammy Awards. Son deuxième album Storyline est sorti le 6 mai 2014.

## Discographie

### Albums studio
| Titre        | Détails                                                                                    | Chart Positions | Chart Positions | Chart Positions | Chart Positions | Certifications             | Ventes          |
| Titre        | Détails                                                                                    | US Country      | US              | CAN             | UK Country      | Certifications             | Ventes          |
| ------------ | ------------------------------------------------------------------------------------------ | --------------- | --------------- | --------------- | --------------- | -------------------------- | --------------- |
| Hunter Hayes | - Date: 11 octobre 2011 - Label: Atlantic Nashville - Formats: CD, Téléchargements Digital | 1               | 7               | 12              | 6               | - US: Platinum - CAN: Gold | - US: 1,114,000 |
| Storyline    | - Date: 6 mai 2014 - Label: Atlantic Nashville - Formats: CD, Téléchargements Digital      | Prochainement   | Prochainement   | Prochainement   | Prochainement   | Prochainement              | Prochainement   |

### EP
| Titre             | Détails                                                                                    | Positions  |
| Titre             | Détails                                                                                    | US Country |
| ----------------- | ------------------------------------------------------------------------------------------ | ---------- |
| Hunter Hayes Live | - Date: 16 octobre 2012 - Label: Atlantic Nashville - Formats: CD, Téléchargements Digital | 30         |

### Albums Indépendant
| Titre                        | Détails                                                                           |
| ---------------------------- | --------------------------------------------------------------------------------- |
| Through My Eyes              | - Date: 8 février 2000 - Label: Louisiana Red Hot - Formats: CD, cassette audio   |
| Make a Wish                  | - Date: 6 novembre 2001 - Label: Sugar Town - Formats: CD, cassette               |
| Holidays with Hunter         | - Date: Novembre 2003 - Label: Lui-meme - Formats: CD                             |
| Honoring Our French Heritage | - Date: 2006 - Label: Juicy Pear Productions - Formats: CD                        |
| Songs About Nothing          | - Date: 20 octobre 2008 - Label: Whirlride - Formats: CD, Téléchargements Digital |

### Singles
| Année                                   | Single                                                   | Chart Positions | Chart Positions    | Chart Positions | Chart Positions | Chart Positions | Chart Positions | Chart Positions | Chart Positions | Certifications                       | Ventes          | Album                         |
| Année                                   | Single                                                   | US Country      | US Country Airplay | US              | US Pop          | US Adult        | US AC           | CAN Country     | CAN             | Certifications                       | Ventes          | Album                         |
| --------------------------------------- | -------------------------------------------------------- | --------------- | ------------------ | --------------- | --------------- | --------------- | --------------- | --------------- | --------------- | ------------------------------------ | --------------- | ----------------------------- |
| 2011                                    | "Storm Warning"                                          | 14              | —                  | 78              | —               | —               | —               | —               | —               | - US: Gold                           | - US: 501,000   | Hunter Hayes                  |
| 2012                                    | "Wanted"                                                 | 1               | —                  | 16              | 23              | 12              | 16              | —               | 27              | - US: 4× Platinum - CAN: 2× Platinum | - US: 3,454,000 | Hunter Hayes                  |
| 2012                                    | "Somebody's Heartbreak"                                  | 7               | 1                  | 54              | —               | —               | —               | 5               | 66              | - US: Platinum                       | - US: 772,000   | Hunter Hayes                  |
| 2013                                    | "I Want Crazy"                                           | 2               | 2                  | 19              | —               | —               | —               | 1               | 14              | - US: Platinum - CAN: Platinum       | - US: 1,528,000 | Hunter Hayes (Encore edition) |
| 2013                                    | "Everybody's Got Somebody but Me" (featuring Jason Mraz) | 18              | 15                 | 77              | —               | —               | —               | 33              | —               |                                      | - US: 331,000   | Hunter Hayes (Encore edition) |
| 2014                                    | "Invisible"A                                             | 4               | 19                 | 44              | —               | —               | —               | 30              | 26              |                                      | - US: 368,000   | Storyline                     |
| "—" denotes releases that did not chart |                                                          |                 |                    |                 |                 |                 |                 |                 |                 |                                      |                 |                               |

- ACurrent single

### Autres chansons
| Année                                   | Single                        | Chart Positions | Chart Positions    | Chart Positions    | Chart Positions | Ventes       | Album                         |
| Année                                   | Single                        | US Country      | US Country Airplay | US Country Digital | CAN             | Ventes       | Album                         |
| --------------------------------------- | ----------------------------- | --------------- | ------------------ | ------------------ | --------------- | ------------ | ----------------------------- |
| 2013                                    | "Go Tell It on the Mountain"  | —               | 60                 | —                  | —               |              | NC                            |
| 2013                                    | "A Thing About You"           | 49              | —                  | 40                 | —               | - US: 15,000 | Hunter Hayes (Encore edition) |
| 2013                                    | "Better Than This"            | —               | —                  | 46                 | —               | - US: 14,000 | Hunter Hayes (Encore edition) |
| 2013                                    | "Light Me Up"                 | —               | —                  | 50                 | —               | - US: 13,000 | Hunter Hayes (Encore edition) |
| 2013                                    | "In a Song"                   | —               | —                  | 52                 | —               | - US: 13,000 | Hunter Hayes (Encore edition) |
| 2014                                    | "Wild Card"                   | 40              | —                  | —                  | 68              | - US: 20,000 | Storyline                     |
| 2014                                    | "Storyline"                   | 37              | —                  | —                  | —               | - US: 40,000 | Storyline                     |
| 2014                                    | "You Think You Know Somebody" | 34              | —                  | —                  | —               | - US: 24,000 | Storyline                     |
| "—" denotes releases that did not chart |                               |                 |                    |                    |                 |              |                               |

### Clips
| Années | Video                                                    | Directeur       |
| ------ | -------------------------------------------------------- | --------------- |
| 2011   | "Storm Warning"                                          | Brian Lazzaro   |
| 2012   | "Wanted"                                                 | BIRDmachineBIRD |
| 2012   | "Somebody's Heartbreak"                                  | Joel Stewart    |
| 2013   | "I Want Crazy"                                           | Ends            |
| 2013   | "Everybody's Got Somebody but Me" (featuring Jason Mraz) | Shane Drake     |
| 2013   | "Let It Snow! Let It Snow! Let It Snow!"                 | Paul Miller     |
| 2014   | "Invisible"                                              | Ray Kay         |

### Autres apparitions
| Année | Song                                                                | Apparitions                                   |
| ----- | ------------------------------------------------------------------- | --------------------------------------------- |
| 2011  | "Almost Paradise" (with Victoria Justice)                           | Footloose: Music from the Motion Picture      |
| 2012  | "Where We Left Off"                                                 | Act of Valor: The Album                       |
| 2013  | "Can't Say Love"                                                    | Samsung Owner's Hub                           |
| 2013  | "Outstanding In Our Field" (Brad Paisley featuring Hayes on guitar) | Wheelhouse                                    |
| 2014  | "Goodbye Yellow Brick Road"                                         | Goodbye Yellow Brick Road: Revisited & Beyond |

### Scénaristes
| Année | Chanson       | Co-auteur(s)               | Artiste(s)                | Album                  |
| ----- | ------------- | -------------------------- | ------------------------- | ---------------------- |
| 2010  | "Play"        | Katrina Elam, Bonnie Baker | Rascal Flatts             | Nothing Like This      |
| 2012  | "Here's Hope" | Luke Laird, Barry Dean     | Jewel, Owl City, Jay Sean | Child Hunger Ends Here |

## Tournées
Première Partie
- Speak Now World Tour (2011)
- Thaw Out Tour (2012)
- Blown Away Tour (2012)

Tête d'affiche
- Most Wanted Tour (2011)
- Let's Be Crazy Tour avec Ashley Monroe (2013)
- We're Not Invisible Tour avec Danielle Bradbery & Dan + Shay (2014)

## Prix et Nominations
| Année | Prix                             | Catégorie                               | Album/Chanson           | Résultat   |
| ----- | -------------------------------- | --------------------------------------- | ----------------------- | ---------- |
| 2012  | Academy of Country Music Awards  | Best New Artist                         | Hunter Hayes            | Nomination |
| 2012  | CMT Music Awards                 | USA Breakthrough Video of the Year      | "Storm Warning"         | Nomination |
| 2012  | Teen Choice Awards               | Choice Male Country Artist              | Hunter Hayes            | Lauréat    |
| 2012  | Teen Choice Awards               | Choice Country Song                     | "Storm Warning"         | Nomination |
| 2012  | Broadcast Music                  | Award Winning Song (Top 50)             | "Storm Warning"         | Lauréat    |
| 2012  | Country Music Association Awards | New Artist of the Year                  | Hunter Hayes            | Lauréat    |
| 2012  | American Country Awards          | New Artist of the Year                  | Hunter Hayes            | Nomination |
| 2012  | American Country Awards          | Single by a New Artist                  | "Wanted"                | Lauréat    |
| 2012  | American Country Awards          | Music Video by a New Artist             | "Wanted"                | Lauréat    |
| 2013  | 55e cérémonie des Grammy Awards  | Best New Artist                         | Hunter Hayes            | Nomination |
| 2013  | 55e cérémonie des Grammy Awards  | Best Country Solo Performance           | "Wanted"                | Nomination |
| 2013  | 55e cérémonie des Grammy Awards  | Best Country Album                      | Hunter Hayes            | Nomination |
| 2013  | Academy of Country Music Awards  | New Male Vocalist of the Year           | Hunter Hayes            | Nomination |
| 2013  | Academy of Country Music Awards  | Single Record of the Year               | "Wanted"                | Nomination |
| 2013  | Academy of Country Music Awards  | Song of the Year                        | "Wanted"                | Nomination |
| 2013  | Academy of Country Music Awards  | Video of the Year                       | "Wanted"                | Nomination |
| 2013  | Billboard Music Awards           | Top Country Artist                      | Hunter Hayes            | Nomination |
| 2013  | Billboard Music Awards           | Top Country Song                        | "Wanted"                | Nomination |
| 2013  | CMT Music Awards                 | Video of the Year                       | "Wanted"                | Nomination |
| 2013  | CMT Music Awards                 | Male Video of the Year                  | "Wanted"                | Nomination |
| 2013  | CMT Music Awards                 | Nationwide Insurance On Your Side Award | Hunter Hayes            | Lauréat    |
| 2013  | Teen Choice Awards               | Choice Male Country Artist              | Hunter Hayes            | Lauréat    |
| 2013  | Teen Choice Awards               | Choice Country Song                     | "I Want Crazy"          | Nomination |
| 2013  | Broadcast Music                  | Song of the Year                        | "Wanted"                | Lauréat    |
| 2013  | Broadcast Music                  | Award Winning Song (Top 50)             | "Somebody's Heartbreak" | Lauréat    |
| 2013  | American Music Awards            | Favorite Country Male Artist            | Hunter Hayes            | Nomination |
| 2013  | American Country Awards          | Breakthrough Artist of the Year         | Hunter Hayes            | Nomination |
| 2013  | American Country Awards          | Single by a Breakthrough                | "Somebody's Heartbreak" | Nomination |
| 2013  | J-14 Teen Icon Awards            | Iconic Male Singer                      | Hunter Hayes            | Lauréat    |
| 2014  | 56e cérémonie des Grammy Awards  | Best Country Solo Performance           | "I Want Crazy"          | Nomination |
| 2014  | World Music Awards               | World's Best Song                       | "I Want Crazy"          | En attente |
| 2014  | World Music Awards               | World's Best Video                      | "I Want Crazy"          | En attente |
| 2014  | World Music Awards               | World's Best Album                      | "Hunter Hayes"          | En attente |
| 2014  | World Music Awards               | World's Best Male Artist                | Hunter Hayes            | En attente |
| 2014  | World Music Awards               | World's Best Live Act                   | Hunter Hayes            | En attente |
| 2014  | World Music Awards               | World's Best Entertainer                | Hunter Hayes            | En attente |